# Chlorophorus kejvali
Chlorophorus kejvali là một loài bọ cánh cứng trong họ Cerambycidae.